# The Bookman (New York)
The Bookman war eine US-amerikanische Literaturzeitschrift.
Der Verleger Frank Howard Dodd, vom Verlag Dodd, Mead & Company, gründete 1895 diese Literaturzeitschrift und bestimmte Harry Thurston Peck zu ihrem ersten Herausgeber und Chefredakteur. Der Titel der Zeitschrift weist auf ein Zitat des Schriftstellers James Russell Lowell, der sich mit den Worten „I am a bookman“ beschrieben hatte.
Die erste Ausgabe erschien im Februar 1895 und damit wurde – nach einer Idee von H. T. Peck – die erste Bestseller-Liste der Vereinigten Staaten veröffentlicht. Solche Listen erschienen nun regelmäßig bis 1912. In diesem Jahr begann die Zeitschrift Publishers Weekly ebenfalls ein Ranking von Literatur (nach Verkaufszahlen) zu veröffentlichen.
Zwischen 1899 und 1916 wurde The Bookman von Arthur B. Maurice geleitet und wurde durch G. G. Wyant abgelöst, der sie bis 1918 führte. The Bookman wurde nach dem Ersten Weltkrieg vom Verlag George H. Doran Company aufgekauft und bis 1927 von John C. Farrar geleitet.
1927 verkaufte man sie an Seward Collins und Burton Rascoe. Im darauffolgenden Jahr ließ sich Rascoe auszahlen und Collins führte die Zeitschrift bis zu ihrer Einstellung 1933 in alleiniger Verantwortung.
Alle Herausgeber und Chefredakteure änderten nichts am Profil dieser Literaturzeitschrift; erst unter dem letzten Besitzer, Seward Collins, bekam The Bookman eine politische Ausrichtung, welche dem Faschismus sehr nahestand.